# Chamaedorea rojasiana
Chamaedorea rojasiana là loài thực vật có hoa thuộc họ Arecaceae. Loài này được Standl. & Steyerm. mô tả khoa học đầu tiên năm 1947.